# Jane Eleanor Datcher

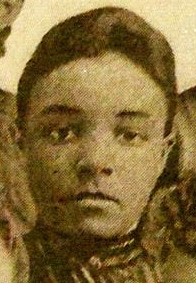
Jane Eleanor Datcher

Jane Eleanor „Nellie“ Datcher (* 1868 in Washington, D.C., USA; † 24. Februar 1934 ebenda) war eine amerikanische Botanikerin und Lehrerin. Sie war die erste Afroamerikanerin, die 1890 einen Abschluss an der Cornell University erwarb, und unterrichtete vier Jahrzehnte als Chemielehrerin an der Dunbar High School (Washington, DC), der ersten High School Amerikas für afroamerikanische Schüler.

## Leben und Werk
Datcher war die Tochter von Samuel und Mary Victoria Cook Datcher. Ihr Großvater mütterlicherseits John F. Cook Sr. war der Gründungspastor der Fifteenth Street Presbyterian Church in Washington, D.C. Er wurde in die Sklaverei hineingeboren und erlangte die Freiheit, nachdem seine Tante Alethia Tanner ihn und seine Mutter freigekauft hatte. Tanner baute als Sklavin Gemüse an und verkaufte es, um sich ihre eigene Freiheit und später die von Cook und vieler anderer Verwandten und Bekannten zu erkaufen.
Datcher wuchs in Washington, D.C. auf, wo sie private und öffentliche Schulen besuchte. 1877 erhielt sie eine Urkunde, unterzeichnet von ihrem Onkel George FT Cook, Superintendent der Schulen für Afroamerikaner in Washington, für ihr Stipendium an den Public Schools of the District of Columbia. Am 5. Juni 1885 erwarb sie ihren Abschluss an der High School für Afroamerikaner in Washington und am 10. Juni 1886 machte sie ihren Abschluss als Klassenbeste an der Miner Normal (Teacher) School.
Anschließend nahm sie eine Stelle an einer Schule für Afroamerikaner an, kündigte aber im September, um ihr Studium fortzusetzen. Sie schrieb sich zusammen mit ihrem Cousin Charles Chauveau Cook an der Cornell University ein, die als einzige Hochschule Afroamerikaner ausbildete. Die Universität sollte jeden aufnehmen, der die Zulassungsvoraussetzungen erfüllen konnte, allerdings hatten Studentinnen separate Eingänge, Lounges, Studentenregierung, eine separate Seite in der Cornell Daily Sun und wurden von den männlichen Mitgliedern der Universität weitgehend ignoriert.
1890 erwarb Datcher ihren Bachelor of Science an der Cornell University für ihre Forschungen zu den Arten Hepatica triloba und Hepatica acutiloba. Zusammen mit ihrem Cousin Charles und George Washington Fields gehörte sie zu den ersten drei Afroamerikanern, die ihren Abschluss an der Cornell University erhielten.
Ein Jahr nach ihrem Abschluss wurde Datcher in einem Artikel über Sage Maidens of Cornell University  erwähnt, der im Demorest's Family Magazine  veröffentlicht wurde. Henry W. Sage war ein Verfechter der Koedukation, der der Cornell University eine beträchtliche Spende unter der Bedingung versprach, dass Frauen gleichberechtigt mit Männern zugelassen werden. Der Historiker Goldwin Smith trat daher als Professor an der Institution zurück, weil er glaubte, dass die Zulassung von Frauen den akademischen Ruf der Universität zerstören würde. Das Sage College für Frauen wurde 1873 als ein Wohnheim für die Studentinnen von Cornell gebaut. Im Jahr 1884 verordnete die Cornell University, dass Studienanfängerinnen in Schlafsälen leben mussten, was dazu diente, die Zulassung von Studentinnen bis 1972 zu beschränken.
Datcher studierte anschließend von 1893 bis 1894 an der Howard Medical School und unterrichtete von 1892 bis 1934 Chemie an der Dunbar High School in Washington.

## Veröffentlichungen (Auswahl)
- A biological sketch of Hepatica triloba and Hepatica acutiloba. Cornell University, 1890.